# Bartolomeo Guidiccioni
Bartolomeo Guidiccioni (Luca, 1470 - Roma, 4 de novembro de 1549) foi um cardeal italiano do século XVI.

## Biografia
Bartolomeo nasceu em uma família patrícia. Seu sobrenome também está listado como Guiduiccioni. Parente de Giovanni Guidiccioni, que estava prestes a ser criado cardeal quando morreu em 1541.
Estudou ciências humanas, teologia e direito em Roma. Entrou na corte do Cardeal Alessandro Farnese, seniore, futuro Papa Paulo III. Vigário geral do Cardeal Farnese, seniore, na diocese de Parma. Governador da abadia de Farfa. Auditor geral da Marca. Datário do Papa Paulo III, 1536-1539. Retornou a Luca onde se dedicou ao estudo das letras e à prática de exercícios de piedade. Chamado de volta a Roma pelo papa.
Eleito bispo de Teramo em 12 de dezembro de 1539. Consagrado em 28 de agosto de 1546, na Capela Sistina, em Roma, pelo cardeal Rodolfo Pio de Carpi, auxiliado por Cristoforo de Spiritibus, bispo de Cesena, e por Giovanni Giacomo Barba, bispo de Teramo. Vigário geral de Roma.
Criado cardeal-presbítero no consistório de 19 de dezembro de 1539; recebeu o barrete vermelho e o título de S. Cesareo in Palatio em 28 de janeiro de 1540. Membro de uma congregação de três cardeais para estudar a aprovação da instituição da Companhia de Jesus; ele se opôs ao estabelecimento da Sociedade, bem como de outras novas ordens; quando o papa aprovou, tornou-se um forte defensor dos jesuítas. Nomeado para a comissão para a reforma da Sagrada Rota Romana, em 27 de agosto de 1540. Renunciou ao governo da diocese de Teramo porque suas outras funções o impediram de visitá-la, em 22 de março de 1542.
Governador de Roma. Nomeado inquisidor geral, 1542. Grande penitenciário. Prefeito dos Tribunais da Assinatura Apostólica de Justiça e de Graça. O cardeal Guidiccioni foi nomeado para a comissão para a reforma da igreja, em 5 de janeiro de 1543. Foi para Bolonha com o Papa Paulo III e outros doze cardeais em 17 de março de 1543. Em 11 de maio de 1543, foi nomeado, juntamente com outros sete cardeais, a uma comissão para os assuntos do conselho. Optou pelo título de S. Prisca em 24 de setembro de 1543. Administrador da diocese de Chiusi, de 2 de abril de 1544 até 20 de fevereiro de 1545. Nomeado novamente pelo papa para o concílio geral, em 2 de novembro de 1544. Transferido para a sé de Lucca, 26 de maio de 1546. Camerlengo do Sagrado Colégio dos Cardeais, 7 de janeiro de 1547 a 13 de janeiro de 1548. Há uma coleção de vinte volumes sobre assuntos jurídicos, bem como vários tratados escritos por ele.
Cardeal Bartolomeo Guidiccioni morreu em Roma em 4 de novembro de 1549. Seu corpo foi trasladado para Lucca e sepultado em sua catedral.